# 美国进出口银行
美国进出口银行（英語：Export–Import Bank of the United States, 简称Ex-Im Bank，EXIM，the Bank），是美国联邦政府的官方出口信贷机构。1934年根据行政命令建立，1945年根据国会授权成为行政部门下的独立机构。银行协助为美国商品和服务的出口提供融资和便利，当私营贷款机构无法或不愿提供融资时，进出口银行会进行干预。其目的是推动美国出口，增加国民就业。根据国会批准的章程，成为一家政府公司（a government corporation）。章程规定了该行的授权和限制，其中之一是不得与私人银行竞争。
2019年12月，唐纳德·特朗普总统签署了进出口银行延期法案，作为2020年进一步合并拨款法案 (PL 116-94) 的一部分，该法案授权该银行至2026年12月31日。
 

成立以来，进出口银行帮助资助了几个历史性项目，包括泛美公路、缅甸公路和二战后的重建。